# Мамедова, Гунча Аманмухаммедовна
Гунча Аманмухаммедовна Мамедова (туркм. Gunça Mämmedowa; род. 1973, Ашхабад) — туркменский государственный деятель.

## Биография
Родилась в 1973 году в городе Ашхабад. В 1994 году окончила Туркменский национальный институт мировых языков имени Довлетмаммета Азади. По специальности — преподаватель русского языка и литературы.
1994—2006 — лаборант, старший лаборант, преподаватель кафедры современного русского языка Туркменского национального института мировых языков имени Д. Азади.
2006—2007 — секретарь Ашхабадского городского комитета Демократической партии Туркменистана, первый заместитель заведующего отделом организационной и политической работы Политсовета Демпартии Туркменистана.
2007—2010 — заместитель хякима этрапа имени Президента Ниязова города Ашхабад.
2010—2011 — заместитель хякима Марыйского велаята Туркменистана.
2011—2012 — заместитель министра культуры Туркменистана.
18.02.2012 — 04.04.2014 — министр культуры Туркменистана.
Впоследствии назначена генеральным директором центра свадебных торжеств «Дворец счастья».